# John Patrick Higgins
John Patrick Higgins (* 19. Februar 1893 in Boston, Massachusetts; † 2. August 1955 ebenda) war ein US-amerikanischer Politiker. Zwischen 1935 und 1937 vertrat er den Bundesstaat Massachusetts im US-Repräsentantenhaus.

## Werdegang
John Higgins besuchte die öffentlichen Schulen seiner Heimat und studierte danach bis 1917 an der Harvard University. Während des Ersten Weltkrieges diente er in den Jahren 1917 bis 1919 als Fähnrich in der US Navy. Zwischen 1919 und 1922 war er als Chemiker tätig. Nach einem anschließenden Jurastudium und seiner 1925 erfolgten Zulassung als Rechtsanwalt begann er in Boston in diesem Beruf zu arbeiten. Gleichzeitig schlug er als Mitglied der Demokratischen Partei eine politische Laufbahn ein. Zwischen 1929 und 1934 war er Abgeordneter im Repräsentantenhaus von Massachusetts.
Bei den Kongresswahlen des Jahres 1934 wurde Higgins im elften Wahlbezirk von Massachusetts in das US-Repräsentantenhaus in Washington, D.C. gewählt, wo er am 3. Januar 1935 die Nachfolge von John J. Douglass antrat. Nach einer Wiederwahl konnte er bis zu seinem Rücktritt am 30. September 1937 im Kongress verbleiben. Während dieser Zeit wurden dort weitere New-Deal-Gesetze der Bundesregierung unter Präsident Franklin D. Roosevelt verabschiedet.
Higgins Rücktritt erfolgte nach seiner Ernennung zum Vorsitzenden Richter am Massachusetts Superior Court. Diesen Posten bekleidete er bis zu seinem Tod. Im Jahr 1946 wurde er auch Richter am Internationalen Militärgerichtshof für den Fernen Osten während der dortigen Tokioter Prozesse. Von dieser Funktion wurde er aber durch General Douglas MacArthur entbunden. Er starb am 2. August 1955 in Boston.